# Panchax
Der Panchax (Aplocheilus panchax), auch Gemeiner Hechtling genannt, ist ein kleiner Süßwasserfisch, der in Süd- und Südostasien in Tümpeln, Gräben und auf überschwemmten Reisfeldern beheimatet ist. Das Verbreitungsgebiet reicht von Pakistan über Indien, Sri Lanka, Südnepal, Bangladesch und Myanmar bis zum Malaiischen Archipel. In anderen Gegenden ist der Panchax zum Zweck der Moskitobekämpfung eingeführt worden. Ob es sich bei den südostasiatischen Populationen wirklich um den Panchax oder um eine andere, eventuell noch nicht beschriebene Art handelt ist noch nicht sicher. Das für die Erstbeschreibung benutzte Typusmaterial stammt aus dem Einzugsgebiet des Ganges. Die Art wurde 1899 erstmals nach Deutschland eingeführt und wird hier als Aquarienfisch gehalten.

## Merkmale
Der Panchax ist ein maximal 9 cm lang werdender, hechtförmig gestreckter Oberflächenfisch mit oberständigem, breitem Maul und großen Augen. Wegen des großen Verbreitungsgebietes ist die Art farblich variabel. Die Grundfarbe ist ein bläulich oder grünlich irisierendes Graugelb oder Graublau. Der Bauch ist gelblich oder weißlich. Die Flossenränder sind meist rötlich oder gelb, manchmal auch hellblau. Männchen und Weibchen unterscheiden sich farblich kaum. Wie alle Aplocheilus-Arten besitzt der Panchax auf dem Kopf einen silbrigen Scheitelfleck.
- Flossenformel: Dorsale 7–8, Anale 15–16.[4]
- Schuppenformel: mLR 27–33.[5]

## Lebensweise
Der Panchax kommt in stehenden und langsam fließenden Gewässern mit Süßwasser oder leichtem Brackwasser vor. Die oberflächennah lebenden Fische bevorzugen eine Schwimmpflanzenbedeckung oder halten sich unter überhängender Ufervegetation auf. Begleitfische sind oft Reiskärpflinge (Oryzias). Der Panchax ernährt sich vor allem von Anflugnahrung (Insekten, die auf die Wasseroberfläche gefallen sind) und Insektenlarven. Die Fische sind ovipar und laichen während der Monsunmonate in feinfiedrigen Pflanzen. Je nach Temperatur, Sauerstoffgehalt oder andere Parameter schlüpfen die Jungfische nach 9 bis 14 Tagen. Der Panchax kann fünf Jahre alt werden.

## Systematik
Der Panchax wurde 1822 durch den schottischen Ichthyologen Francis Buchanan-Hamilton als Esox panchax, also als Hechtart, beschrieben und später der Zahnkärpflingsgattung  Aplocheilus zugeordnet. Aufgrund der zahlreichen Farbvarianten wurden fünf Unterarten und einige Farbvarianten auch als eigenständige, zurzeit nicht als gültig anerkannte Arten beschrieben.